# Torre Cerredo
Torre Cerredo är ett berg i Spanien.   Det ligger i provinsen Provincia de Cantabria och regionen Kantabrien, i den norra delen av landet, 300 km norr om huvudstaden Madrid. Toppen på Torre Cerredo är 2 650 meter över havet, eller 61 meter över den omgivande terrängen. Bredden vid basen är 0,20 km. Torre Cerredo ingår i Picos de Europa.
Terrängen runt Torre Cerredo är huvudsakligen bergig. Runt Torre Cerredo är det mycket glesbefolkat, med 6 invånare per kvadratkilometer. Närmaste större samhälle är Carreña, 15,3 km norr om Torre Cerredo. Trakten runt Torre Cerredo består i huvudsak av gräsmarker.